# Понтенове (Бреша)
Понтенове је насеље у Италији у округу Бреша, региону Ломбардија.
Према процени из 2011. у насељу је живело 364 становника. Насеље се налази на надморској висини од 151 м.